# Danh sách giải thưởng và đề cử của Trung Quân
Bùi Nguyễn Trung Quân với nghệ danh Trung Quân Idol (sinh ngày 20 tháng 1 năm 1989 tại Đà Lạt) là ca sĩ người Việt Nam. Anh từng đạt nhiều giải thưởng như Zing Music Awards, Yan Vpop 20 Awards, Làn Sóng Xanh,..

## Giải thưởng và đề cử

### Giải thưởng Âm Nhạc Cống Hiến
| Lần | Năm  | Hạng mục             | Đề cử cho         | Kết quả |       |
| --- | ---- | -------------------- | ----------------- | ------- | ----- |
| 10  | 2015 | Bài hát của năm      | Trót yêu          | Đề cử   | [ 1 ] |
| 18  | 2024 | Chương trình của năm | Live concert 1589 | Đề cử   |       |
| 18  | 2024 | Nam ca sĩ của năm    | Trung Quân        | Đề cử   |       |

### Làn Sóng Xanh
| Lần | Năm  | Hạng mục                                   | Đề cử cho     | Kết quả   |
| --- | ---- | ------------------------------------------ | ------------- | --------- |
| 17  | 2014 | Ca sĩ triển vọng                           | —             | Đề cử     |
| 18  | 2015 | Top 10 ca sĩ được yêu thích – Bảng Top hit | —             | Đoạt giải |
| 26  | 2023 | Top 10 ca khúc được yêu thích nhất         | Mưa Tháng Sáu | Đoạt giải |
| 26  | 2023 | Ca khúc của năm                            | Mưa Tháng Sáu | Đoạt giải |
| 26  | 2023 | Sự kết hợp xuất sắc                        | Mưa Tháng Sáu | Đoạt giải |

### Zing Music Awards
| Lần | Năm  | Hạng mục                                       | Đề cử cho    | Kết quả   |       |
| --- | ---- | ---------------------------------------------- | ------------ | --------- | ----- |
| 5   | 2014 | Ca khúc của năm                                | Trót yêu     | Đoạt giải | [ 2 ] |
| 5   | 2014 | Album của năm                                  | Trót yêu     | Đề cử     | [ 2 ] |
| 5   | 2014 | Ca khúc Pop/ Rock được yêu thích               | Trót yêu     | Đề cử     | [ 2 ] |
| 5   | 2014 | Ca khúc đứng đầu nhiều tuần nhất bảng xếp hạng | Trót yêu     | Đề cử     | [ 2 ] |
| 5   | 2014 | Ca khúc được chia sẻ nhiều nhất cộng đồng mạng | Trót yêu     | Đề cử     | [ 2 ] |
| 6   | 2015 | Ca khúc của năm                                | Chưa bao giờ | Đề cử     |       |
| 6   | 2015 | Ca khúc Pop/ Rock được yêu thích               | Chưa bao giờ | Đoạt giải |       |
| 6   | 2015 | Ca khúc đứng đầu tuần nhiều nhất bảng xếp hạng | Chưa bao giờ | Đoạt giải |       |

### Bài hát Việt
| Năm  | Hạng mục                                  | Đề cử cho              | Kết quả   |  |
| ---- | ----------------------------------------- | ---------------------- | --------- |  |
| 2011 | Ca sĩ được yêu thích nhất                 |                        | Đoạt giải |  |
| 2012 | Giải thưởng do các nhà sản xuất bình chọn | Cuối đường             | Đoạt giải |  |
| 2014 | Bài hát ấn tượng                          | Vì mất đi ánh mặt trời | Đoạt giải |  |

### Yan Vpop 20 Awards
| Lần | Năm  | Hạng mục                | Đề cử cho | Kết quả   |  |
| --- | ---- | ----------------------- | --------- | --------- |  |
| 5   | 2014 | Bài hát xuất sắc nhất   | Dấu mưa   | Đoạt giải |  |
| 5   | 2014 | Nam ca sĩ xuất sắc nhất | —         | Đề cử     |  |
| 5   | 2014 | Top 20 ca sĩ            | —         | Đoạt giải |  |
| 6   | 2015 | Nam ca sĩ xuất sắc nhất | —         | Đề cử     |  |
| 6   | 2015 | Top 20 ca sĩ            | —         | Đoạt giải |  |

### Giải thưởng truyền hình HTV
| Lần | Năm  | Hạng mục                      | Đề cử cho | Kết quả |       |
| --- | ---- | ----------------------------- | --------- | ------- | ----- |
| 9   | 2015 | Nam ca sĩ được yêu thích nhất | —         | Đề cử   | [ 3 ] |
| 10  | 2016 | Nam ca sĩ được yêu thích nhất | —         | Đề cử   |       |

### Wechoice Awards
| Lần | Năm  | Hạng mục                  | Đề cử cho                           | Kết quả   |       |
| --- | ---- | ------------------------- | ----------------------------------- | --------- | ----- |
| 1   | 2014 | Nam ca sĩ trẻ của năm     | —                                   | Đề cử     | [ 4 ] |
| 1   | 2014 | Bài hát của năm           | Trót yêu                            | Đề cử     | [ 4 ] |
| 2   | 2015 | Playlist truyền cảm hứng  | Chưa bao giờ                        | Đề cử     | [ 4 ] |
| 2   | 2015 | Playlist truyền cảm hứng  | Trái Đất tròn không gì là không thể | Đề cử     | [ 4 ] |
| 8   | 2023 | Liveshow/ Concert của năm | Live Concert 1589                   | Đoạt giải |       |

### Vietnam Top Hit
| Năm  | Hạng mục              | Đề cử cho    | Kết quả   |  |
| ---- | --------------------- | ------------ | --------- |  |
| 2015 | Top 5 ca khúc của năm | Chưa bao giờ | Đoạt giải |  |